# Bardonnex
Bardonnex est une commune suisse du canton de Genève.

## Géographie

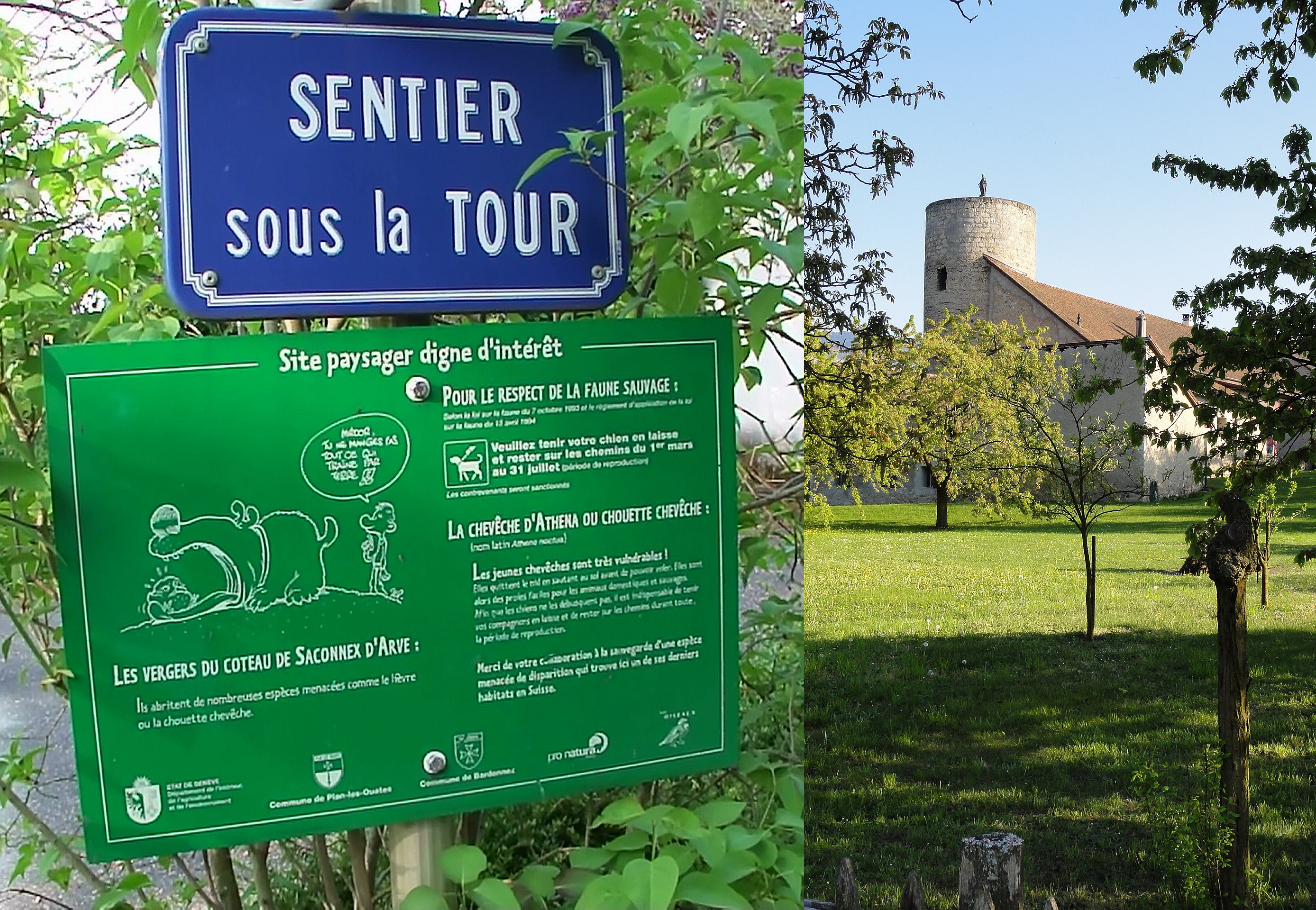
Sentier sous la Tour - Les Vergers du Coteau de Saconnex d'Arve.

### Situation
Bardonnex est une commune rurale où les grandes cultures sur le plateau laissent la place à la viticulture sur le coteau sud.
Bardonnex est située au sud du canton de Genève, le long de la frontière française. Elle comprend les hameaux de Bardonnex, Charrot, Compesières, Évordes, La Croix-de-Rozon et Landecy. Compesières est le centre administratif, religieux et scolaire de la commune de Bardonnex. La douane de Bardonnex est un important passage frontalier par l'autoroute A1 et l'autoroute française A41.
Bardonnex mesure 5 km2. 23,5 % de cette superficie correspond à des surfaces d'habitat ou d'infrastructure, 73,2 % à des surfaces agricoles et 3,4 % à des surfaces boisées.

## Histoire

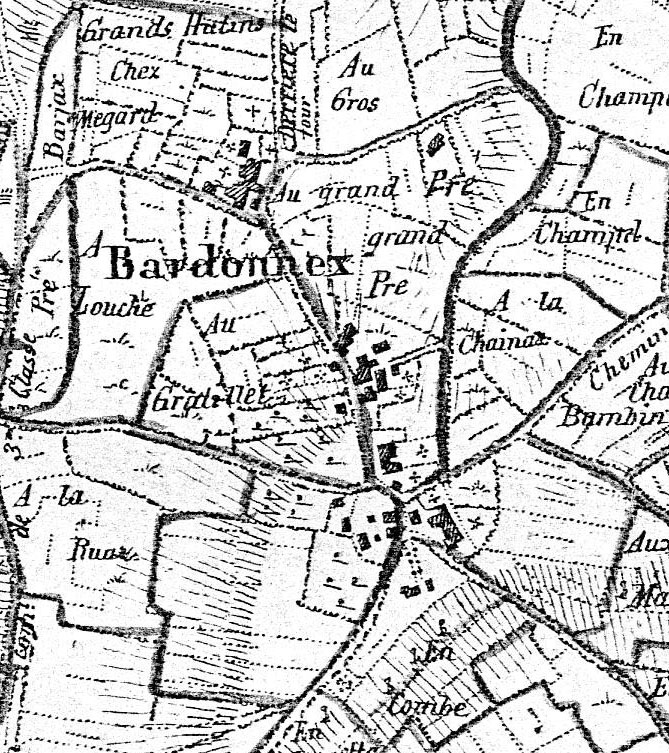
Détail de la carte Mayer de 1830.

La commune de Bardonnex est issue avec Plan-les-Ouates de la division de Compesières en 1851.

## Population

### Gentilé
Les habitants de la commune se nomment les Bardonnésiens.

### Démographie
La commune compte 2 548 habitants au 31 décembre 2023 pour une densité de population de 510 hab/km2. Sur la période 2010-2023, sa population a augmenté de 16,1 % (canton : 14,6 % ; Suisse : 9,4 %).  

## Politique
La commune est dirigée par un maire et deux adjoints (exécutif) et un Conseil municipal (législatif).

### Exécutif
Le maire de Bardonnex a toujours été un représentant du Parti démocrate-chrétien (PDC & Entente depuis 1975) devenu Le Centre (Le Centre & Entente communale).
A partir de la législature 2025-2030, les exécutifs des communes genevoises de moins de 3’000 habitants sont composés de trois conseillers administratifs, qui se relaient annuellement afin d’assurer le rôle de Maire. 
Cela fait suite à la modification de l’article 141 de la constitution cantonale genevoise, adoptée en votation populaire cantonale le 28 novembre 2021 par plus de 90% des votants.
Les membres de l’exécutif sont élus tous les cinq ans au scrutin majoritaire à deux tours, le premier tour devant avoir lieu en même temps que l’élection du conseil municipal.
| Identité              | Étiquette                     | Étiquette | Fonction                   | Dicastères             |
| --------------------- | ----------------------------- | --------- | -------------------------- | ---------------------- |
| Béatrice Guex-Crosier | Le Centre & Entente communale |           | Conseillère administrative | En cours d'attribution |
| Luc Lavarini          | Le Centre & Entente communale |           | Conseiller administratif   | En cours d'attribution |
| Ginior Rana-Zolana    | PLR                           |           | Conseiller administratif   | En cours d'attribution |

#### Résultats détaillés des élections

##### Législature 2020-2025
Les élections pour la législature 2020-2025 ont lieu les 15 mars (premier tour) et 5 avril 2020 (deuxième tour). La candidate démocrate-chrétienne sortante Béatrice Guex-Crosier étant la seule candidate au poste de maire, elle est élue tacitement.
Trois candidats se disputent les deux postes d'adjoint : le démocrate-chrétien Daniel Fischer, le libéral-radical sortant Conrad Creffield et le représentant de Bardonnex Alternative (mouvement local à sensibilité écologique et sociale) Christian Frey. Au terme du premier tour (taux de participation 46,03 % ; majorité absolue : 374), seul le PDC Daniel Fischer est élu, avec 449 voix. Trois petites voix séparent le PLR Conrad Creffield (311) du représentant de l'Alternative Christian Frey (308). Au terme du deuxième tour, le candidat libéral-radical est élu par 337 voix contre 315 à son adversaire (taux de participation de 41,30 %).
L'exécutif de la commune, entré en fonction le 1er juin 2020, se compose de deux membres jusqu'en septembre en raison du décès par crise cardiaque de Daniel Fischer cinq jours avant sa prestation de serment.
Le premier tour de l'élection complémentaire a lieu le 27 septembre 2020. Elle oppose à nouveau un candidat de la liste PDC & Entente, Luc Lavarini, à un représentant de Bardonnex Alternative, Nicolas Vernain-Perriot. Luc Lavarini est élu par 481 voix contre 402 à son concurrent (taux de participation : 53,97 % ; majorité absolue : 458).

##### Législature 2025-2030
Les élections pour la législature 2025-2030 ont lieu les 23 mars (premier tour) et 13 avril 2025 (deuxième tour).
Quatre candidats se disputent les trois postes de conseiller administratif : la centriste Béatrice Guex-Crosier (Maire sortante), le centriste Luc Lavarini (Adjoint sortant), le libéral-radical Ginior Rana-Zolana et la représentante de l'Alternative Myriam Boucris. 
Au terme du premier tour (taux de participation 51,66 % ; majorité absolue : 459), les centristes sortants Béatrice Guex-Crosier et Luc Lavarini sont largement élus. Six petites voix séparent le PLR Ginior Rana-Zolana (366) de la représentante de l'Alternative Myriam Boucris (360). 
Au terme du second tour, le candidat libéral-radical est élu par 416 voix contre 333 à son adversaire (taux de participation de 42,28 %).

### Conseil municipal
Le Conseil municipal compte 17 membres.
Le nombre de conseillers municipaux est défini par le droit cantonal en fonction du nombre d'habitants de la commune et arrêté par le Conseil d'État.
Le bureau est composé d'au moins trois membres (président, vice-président et secrétaire), chaque groupe du Conseil municipal devant y être représenté.
| Parti                              | Voix | Suffrages en % | +/-  | Sièges | +/- |
| ---------------------------------- | ---- | -------------- | ---- | ------ | --- |
| Le Centre (LC) & Entente communale | 416  | 49,80 %        | 7,86 | 9 / 17 | 2   |
| Alternative                        | 263  | 30,27 %        | 3,79 | 5 / 17 | 1   |
| Parti libéral-radical (PLR)        | 171  | 19,93 %        | 4,07 | 3 / 17 | 1   |

| Période       | Période     | Identité                | Étiquette                                                    | Qualité                          |
| ------------- | ----------- | ----------------------- | ------------------------------------------------------------ | -------------------------------- |
| 1851          | 1854        | J. Dubois               |                                                              |                                  |
| 1854          | 1858        | P. Babel                |                                                              |                                  |
| 1858          | 1871        | Albert Pictet           |                                                              |                                  |
| 1871          | 1875        | Ch. Delétraz            |                                                              |                                  |
| 1875          | 1876        | M. Comte                |                                                              |                                  |
| 1876          | 1878        | P. Revilliod            |                                                              |                                  |
| 1878          | 1882        | M. Comte                |                                                              |                                  |
| 1882          | 1890        | Louis Micheli           |                                                              |                                  |
| 1890          | 1906        | François Comte          |                                                              |                                  |
| 1906          | 1927        | Jules Mabut             |                                                              |                                  |
| 1er juin 1927 | 31 mai 1935 | Ernest Comte            |                                                              |                                  |
| 1er juin 1935 | 31 mai 1959 | Louis Babel             |                                                              |                                  |
| 1er juin 1959 | 31 mai 1975 | Jacques Delétraz        |                                                              |                                  |
| 1er juin 1975 | 31 mai 1987 | Jules Mabut             |                                                              |                                  |
| 1er juin 1987 | 31 mai 1999 | Marie-Louise Barthassat | PDC et Entente communale                                     |                                  |
| 1er juin 1999 | 31 mai 2020 | Alain Walder            | PDC et Entente communale                                     |                                  |
| 1er juin 2020 | 31 mai 2025 | Béatrice Guex-Crosier   | PDC et Entente communale puis Le Centre et Entente communale | Adjointe au maire de 2011 à 2020 |
| 1er juin 2025 | en cours    | Luc Lavarini            | LC et Entente communale                                      |                                  |

## Culture et patrimoine

### Héraldique
| Blason | Blasonnement : De gueules à la croix de Malte d'argent. |

### Folklore et manifestations
La commune célèbre le Feuillu, une fête printanière.

### Monuments et curiosités
Le domaine d'Évordes comporte une maison de maîtres construite vers 1750-1760.
Le domaine Micheli à Landecy, ainsi que la commanderie de Compesières et le musée de l'ordre de Malte sont inscrits comme bien culturel suisse d'importance nationale.

### Personnalités
- Eugène Carry (1853-1912), né à la Croix-de-Rozon, prêtre, secrétaire du cardinal Gaspard Mermillod, vicaire général de Genève (1907-1912), président ou directeur de diverses institutions catholiques engagées socialement. Artisan de la séparation de l'Église et de l'État à Genève[26]. Le cardinal Mermillod est lui-même lié à Bardonnex car ses parents y sont nés.
- François Carry (1857-1928), né à Bardonnex, frère d'Eugène, journaliste catholique. Il commence sa carrière en 1877 au Courrier de Genève, dont il devient brièvement directeur en 1920. Entretemps, il est rédacteur au Chroniqueur de Fribourg et correspondant de divers journaux, il vit pendant vingt-cinq ans à Rome où il est correspondant de la Gazette de Lausanne[27],[28].
- Horace Micheli (1866-1931), né à Landecy. Carrière de journaliste au Journal de Genève (correspondant, rédacteur, directeur-rédacteur en chef, directeur honoraire). Sa carrière politique débute à Bardonnex (conseiller municipal démocrate, 1902-1918), avant d'être député au Grand Conseil puis conseiller national libéral-démocrate. Opposé à la séparation de l'Église et de l'État à Genève[29].

### Bases légales
- Loi sur l'exercice des droits politiques (LEDP/GE) du 15 octobre 1982 (état au 26 juin 2021), SIL A 5 05.